# Vincent Tulli
Pour les articles homonymes, voir Tulli.
 (janvier 2023).
Si vous disposez d'ouvrages ou d'articles de référence ou si vous connaissez des sites web de qualité traitant du thème abordé ici, merci de compléter l'article en donnant les références utiles à sa vérifiabilité et en les liant à la section « Notes et références ».
Vincent Tulli est un ingénieur du son, mixeur, monteur son et cinéaste français, également comédien, né le 5 février 1966 à Paris.

## Biographie
Vincent Tulli est né à Paris en 1966.
Son père est assistant opérateur prise de vue, notamment sur “ Le Corniaud” de Gérard Oury, “Le Jour et l’heure” de René Clément, “Ophélia” et “Landru” de Claude Chabrol et sa mère est professeur de sensitométrie photo et cinéma à l’école Nationale Supérieure Louis Lumière de 1962 à 2004.
Ses parents créent ensemble, en 1978, la société ACME Films spécialisé dans les trucages et effets spéciaux au cinéma.
À 3 ans Vincent jouait à cache-cache sur les plateaux de cinéma, à 17 ans, il transportait des sacs de plâtre pour le décorateur.
Après plusieurs années dans le monde de l’image et des effets spéciaux avec ses parents, il se dirige vers le son au cinéma.
Du film industriel au documentaire, du vidéoclip à la publicité, à 29 ans, il signe le son d’un premier long métrage en tant qu’ingénieur son et monteur son : La Haine de Mathieu Kassovitz.
Vincent travaille ensuite plusieurs années aux côtés de Luc Besson, où il deviendra aussi mixeur.
Avec plus d’une trentaine de films à son actif et des centaines de publicités et de vidéoclips, il est récompensé par un Golden Reel Award aux USA et 2 Césars du meilleur son en France pour Taxi de Gérard Pirès et Jeanne d’Arc de Luc Besson et est nommé pour La Haine et Les Rivières Pourpres de Mathieu Kassovitz.
En 2009, il crée une société de production qui réalise des films publicitaires et institutionnels.
Soucieux de transmettre le savoir, en décembre 2015, Vincent Tulli propose une chaine YouTube et un site internet entièrement dédiés aux techniques et métiers du cinéma : CINEASTUCES

## Filmographie

### Cinéma
- 1990 : Fierrot le pou (court métrage) de Mathieu Kassovitz
- 1995 : La Haine de Mathieu Kassovitz
- 1996 : L'Appartement de Gilles Mimouni
- 1997 : Shabbat Night Fever (court métrage) de Vincent Cassel
- 1997 : Le Milliardaire (court métrage), de Julien Eudes
- 1997 : Assassin(s) de Mathieu Kassovitz
- 1997 : Une femme très très très amoureuse d'Ariel Zeitoun
- 1997 : XXL d'Ariel Zeitoun
- 1998 : Taxi de Gérard Pirès
- 1998 : Charité biz'ness de Thierry Barthes et Pierre Jamin
- 1999 : Jeanne d'Arc de Luc Besson
- 2000 : Les Rivières pourpres de Mathieu Kassovitz
- 2000 : D 907 (court métrage) de Pascal Guérin
- 2001 : Le Baiser mortel du dragon de Chris Nahon
- 2002 : Le Transporteur de Louis Leterrier
- 2003 : Silver moumoute (court métrage) de Christophe Campos
- 2003 : Comme tu es (court métrage) de Véronique Séret
- 2003 : Ong-bak de Prachya Pinkaew
- 2003 : Taxi 3 de Gérard Krawczyk
- 2003 : Cheeky de David Thewlis
- 2004 : Yes de Sally Potter
- 2005 : Danny the Dog de Louis Leterrier
- 2005 : La vie est à nous ! de Gérard Krawczyk
- 2006 : Paris, je t'aime
- 2006 : No Body Is Perfect (documentaire) de Raphaël Sibilla
- 2007 : Sur ma ligne (documentaire) de Rachid Djaidani
- 2007 : L'Auberge rouge de Gérard Krawczyk
- 2008 : 8 (segment The story of Panshin Beka), de Jan Kounen
- 2009 : Coco Chanel et Igor Stravinsky de Jan Kounen

### Télévision
- 1993 : Empreintes (documentaire) de Camille Guichard
- 1995 : Le Cauchemar d'une mère (téléfilm) de Eric Woreth
- 1995 : Une femme dans la nuit (téléfilm) de Eric Woreth

## Distinctions
- César du cinéma 1995 : nomination au César du meilleur son pour La Haine
- César du cinéma 1999 : César du meilleur son pour Taxi
- César du cinéma 2000 : César du meilleur son pour Jeanne d'Arc
- Golden Reel Awards 2000 (USA) meilleur montage son du film étranger pour Jeanne d'Arc
- César du cinéma 2001 : nomination au César du meilleur son pour Les Rivières pourpres